# Ole Møller Nielsen
Ole Møller Nielsen (* 26. November 1965 in Horsens) ist ein ehemaliger dänischer Fußballspieler.

## Karriere
Ole Møller Nielsen wechselte 1986 zum VfL Bochum in die Bundesliga. Dort absolvierte er in der Saison 1986/87 zwei Spiele. Sein Debüt hatte er am 16. Spieltag beim Remis gegen Borussia Dortmund. Weitere Stationen hatte er in Dänemark bei Vejle BK, Randers FC und den Vereinen aus Odense: FC Fyn und Boldklubben 1909.